# Mesosa bipunctata
Mesosa bipunctata là một loài bọ cánh cứng trong họ Cerambycidae.